# اتفاقية الكويز
المناطق الصناعية المؤهلة أو كويز (بالإنجليزية: QIZ)‏ (اختصار (بالإنجليزية: Qualified Industrial Zone)‏) هو تشريع للكونغرس الأمريكي سُن عام 1996 ليسمح للأردن بتصدير منتجات للولايات المتحدة الأمريكية معفاة من الجمارك ودون حصص محددة بشرط وجود مكونات ومدخلات من إسرائيل في هذه المنتجات وإنتاجها في المناطق الصناعية المعينة، والتشريع هو «توسعة» لاتفاقية التجارة الحرة الأمريكية الإسرائيلية الموقعة عام 1985 وأعلن أن هدف ذلك هو «دعم عملية السلام في الشرق الأوسط». ظلت الأردن حتى عام 2004 الوحيدة التي أنشأت مثل هذه المناطق، في الرابع عشر من ديسمبر 2004 وقعت مصر بروتوكولاً في نفس الإطار مع إسرائيل والولايات المتحدة.
وهي ترتيبات تسمح للمنتجات المصرية بالدخول إلى الأسواق الأمريكية دون جمارك أو حصص محددة شرط ان المكون الإسرائيلي في هذه المنتجات 11.7% (في التاسع من أكتوبر عام 2007 قد تم التوقيع على اتفاقية جديدة بين مصر وإسرائيل تقضى بتخفيض نسبة إسرائيل إلى 10.5%)، والهدف من هذا البروتوكول هو فتح الباب أمام الصادرات المصرية إلى السوق الأمريكية التي تستوعب 40% من حجم الاستهلاك العالمي دون التقيد بنظام الحصص والتي كان يتوقع أن تبلغ أربعة مليارات دولار خلال خمس سنوات من توقيع الاتفاقية خاصة بعد بدء تنفيذ اتفاقية الجات في أول يناير لعام 2005.
ويُعد بروتوكول المناطق الصناعية المؤهلة خطوة على الطريق للتوصل إلى اتفاق للتجارة الحرة مع الولايات المتحدة الأمريكية، وذلك بعد محاولات وحوارات سابقة على مدى عدة سنوات لم يكتب لها النجاح نتيجة عدم توافر بعض الشروط المطلوبة بالاقتصاد المصري، مما دعا إلى الاكتفاء بتوقيع اتفاقية «إطار تجارة حرة» تمهيداً لتأهيل الاقتصاد المصري للمتطلبات الأمريكية المطلوبة، والتي تؤهلها للوصول إلى توقيع «اتفاقية تجارة حرة شاملة».
ووفقاً لبروتوكول «الكويز» الموقع مع مصر فإن الحكومة الأمريكية تمنح معاملة تفضيلية من جانب واحد لكل المنتجات المصنعة داخل هذه المناطق في الجمارك أو العقود غير الجمركية من الجانب المصري عن طريق دخولها إلى السوق الأمريكية دون تعريفة جمركية أو حصص كمية بشرط مراعاة هذه المنتجات لقواعد المنشأ واستخدام النسبة المتفق عليها من المدخلات الإسرائيلية وهي (11.7% والتي تم تعديلها فيما بعد إلى 10.5)، وهو التزام غير محدد المدة وفي المقابل لا يترتب عليه أي التزام من قبل الجانب المصري ولا يستحدث أي جديد بالنسبة للعلاقات التجارية المصرية، وبموجبه أيضا تم الاتفاق على إقامة سبع مناطق صناعية مؤهلة في مصر على عدة مراحل على أن تشمل المرحلة الأولى إقامة المناطق الصناعية المؤهلة التالية:
1. منطقة القاهرة الكبرى.
2. منطقة الإسكندرية، برج العرب الجديدة والعامرية.
3. المدينة الصناعية ببورسعيد.

كما اتفق على أن يستفيد من هذا البروتوكول كافة المنتجات المصنعة بالمناطق الصناعية المؤهلة سواء أكانت غذائية أو منسوجات أو أثاث أو صناعات معدنية، بالإضافة إلى مصانع القطاعين العام والخاص (الصغيرة والكبيرة) الموجودة بهذه المناطق، مع ترك الحرية للمصانع في تطبيق هذا النظام من عدمه.
أما بالنسبة للمصانع التي تقع خارج النطاق الجغرافي لمناطق الكويز، ولها رغبة في الاستفادة من التيسيرات المتاحة من قبل الكويز فإنه وفقا للسياسة المصرية التجارية يمكنها الاستفادة من فرص التصدير الأخرى للمنطقة العربية أو الكوميسا أو الاتحاد الأوروبي.
وبالنسبة للمصانع المصدرة للسوق الأمريكية والتي تقع خارج المناطق الصناعية المؤهلة فسيتم تعويضها بما يكفل لها الوقوف على قدم المساواة مع المصانع الموجودة داخل مناطق الكويز وذلك حفاظاً على مصالح المنتجين المصريين والعمالة بهذه المصانع.

## أثر الكويز على الاقتصاد المصري
يرى البعض أن اتفاقية الكويز قد حققت للاقتصاد المصري العديد من المزايا، مثل:
- إقامة المناطق الصناعية المؤهلة (الكويز) سيوفر فرص عمالة كبيرة في تلك المناطق وسيكون له آثار إيجابية على زيادة معدل النمو الاقتصادي خلال المرحلة المقبلة.
- تمثل المنشـآت الصناعية بالمناطق الصناعية المؤهلة التي تم اختيارها نحو 60% من إجمالي المنشآت الصناعية، كما تستوعب 63% من إجمالي العمالة ويقدر الاستثمار الصناعي بها نحو 58% من إجمالي الاستثمارات ومعظمها يعمل في صنـاعة المنسوجات والملابس والأغذية والصناعات الهندسية والمعدنية.
- تستفيد من هذا البروتوكول كافة المنتجات المصنعة بالمناطق الصناعية المؤهلة من غذائية أو منسوجات أو أثاث أو صناعات معدنية ويستفيد منها أيضاً مصانع القطاعين العام والخاص القائمة بهذه المناطق سواء كانت صغيرة أو كبيرة.

## الانتقادات الموجهة لاتفاقية الكويز
يعد أكبر انتقاد تم توجيهه لتوقيع هذه الاتفاقية في الأردن هو انها اتفاقية مع إسرائيل، وذلك لتعاطف العرب الشديد مع القضية الفلسطينية وموقفهم المعادي لإسرائيل. وشعور الكثير من الأردنيين بالاستياء من العمل مع الإسرائيليين للوصول إلى الأسواق الأمريكية. محللون آخرون ينتقدون الاتفاقية بناءً على أن الأرباح الناتجة ستعود بالنفع على إسرائيل أكثر من الأردن. بالإضافة إلى ذلك، فإن المنشآت التجارية تخشى من أي اتفاق يضعها تحت رحمة الحكومة الأميركية، التي قد تغير مواقفها في أي وقت. وقد أشار خبراء اقتصاديون أيضاً إلى أن معظم الأيدي العاملة في مناطق الكويز من النساء غير المتزوجات، اللواتي يستقلن من العمل بعد الزواج وبالتالي يحرمن الاقتصاد الأردني من العديد من الأيدي العاملة الماهرة.